# Miriam Ibrahim
Miriam Ibrahim (amharisch መርየም ኢብራሂም, geboren 1981 in Stuttgart) ist eine deutsch-äthiopische Dramaturgin und Regisseurin, die bereits als Bühnenschauspielerin bekannt wurde.

## Leben und Werk
Miriam Ibrahim wuchs in Stuttgart und Addis Abeba auf. 2005 absolvierte sie ihren Abschluss an der Stage School Hamburg in den Bereichen Gesang, Schauspiel und Tanz. In der Folge trat sie bis 2009 unter anderem in Produktionen des Schauspielhauses Hamburg, des Theaters Bonn und des Theaters an der Rott auf. In dieser Zeit erteilte sie auch Schauspielunterricht. 2009 zog Miriam Ibrahim nach New York City, wo sie am Stella Adler Studio erneut Schauspiel studierte. Dieses Studium schloss sie 2011 erfolgreich ab. In der Folge setzte sie eigene Stücke in einem von ihr gegründeten Verein um. Sie kehrte nach Deutschland zurück und studierte 2013 bis 2016 Theaterwissenschaft und Sozial-/Kulturanthropologie an der Freien Universität Berlin. Dieses Studium beendete sie mit dem Bachelorabschluss.
Sie war zunächst als Hospitantin am Maxim Gorki Theater in Berlin und an der Staatsoper Stuttgart tätig. Von 2017 bis 2019 hatte sie eine feste Stelle als Regieassistenz bei den Kammerspielen in München. Sie zeichnete dort verantwortlich für eine Reihe unterschiedlicher Veranstaltungen, wie z. B. für den Workshop Safe Place and Theater, für die Oper Lady Magnesia, die Streetperformance Speakers Corner Repeat und ihre Abschlussinszenierung RACE ME. Für das Schauspiel Hannover übernahm sie die Inszenierung eines Stücks nach einem Roman von Olivia Wenzel: 1000 Serpentinen Angst. Das neu entwickelte Stück zum Thema postkoloniale Beziehungen, Klang des Regens, realisierte sie 2021 für das Staatstheater Augsburg. In den Spielzeiten 2020/2021 und 2021/2022 war sie als fest angestellte Dramaturgin am Theater Oberhausen engagiert. Von Januar 2022 bis 2024 war sie für das Schauspielhaus Zürich tätig.
Von Miriam Ibrahim stammt auch die Inszenierung des auf Texten von May Ayim und Julienne de Muirier basierenden Stückes blues in schwarz weiss, das 2023 am Münchner Residenztheater uraufgeführt wurde. Seit Januar 2024 ist sie freischaffend als Regisseurin tätig. Bereits im Februar hatte das von ihr entwickelte Stück Leyla. Fragmente nach Texten von Fatima Moumouni am Schauspiel Hannover Premiere. Für das Theater Dortmund inszenierte sie das Stück Adas Raum nach einem Roman von Sharon Dodua Otoo. Sie führte im selben Jahr bei dem Stück Johann*a von Julienne de Muirier Regie, das vom Hessischen Landestheater Marburg aufgeführt wurde. Für dieses Stück schuf sie auch den Soundtrack.